# Blechhammer (Bodenwöhr)
Blechhammer ist ein Gemeindeteil der Gemeinde Bodenwöhr im Oberpfälzer Landkreis Schwandorf.

## Geographie
Zum Stichtag der Volkszählung 25. Mai 1987 hatte Blechhammer 793 Einwohner in 205 Gebäuden mit Wohnraum bzw. 340 Wohneinheiten.
Blechhammer liegt am Nordufer des Hammersees, etwa 1,5 Kilometer nordöstlich von Bodenwöhr. Inzwischen liegt dort der einzige Bahnhof der Gemeinde Bodenwöhr (Bodenwöhr Nord), der über die Bahnstrecke Schwandorf–Furth im Wald in beiden Richtungen jeweils im Stundentakt mit vereinzelten Taktabweichungen von der Oberpfalzbahn und einzelnen Regionalexpresszügen bedient wird. Die Fahrzeit nach Schwandorf beträgt 10 bis 15 Minuten, nach Cham 20 bis 25 Minuten und nach Furth im Wald etwa 40 Minuten.

## Geschichte

### Hammerwerk und Hammerwerkssiedlung
Blechhammer wurde im Jahre 1760 vom Hüttenwerksoberverweser Johann Joseph Arnold in der Nähe des Warbrucker Weihers (früher auch Marbrucker oder Mayrbrucker Weiher) gegründet. Arnold ließ dort ein Blechhammerwerk mit einer Weißblechfabrik errichten. Diese Weißblechhammerhütte hatte eine Länge von 67 ¾ Fuß und einschließlich der unter dem Hüttendach untergebrachten Radstube eine Breite von 59 Fuß. Die Höhe des Gebäudes betrug 12 ½ Fuß (an der Radstube 19 ½ Fuß). Die überlieferten Maßangaben orientieren sich am sogenannten Münchner Maß, nach dem ein Fuß einer Länge von 29,185 cm entspricht. In der Hütte befand sich der Feuerrost für das Frischfeuer (auch Blechfeuer genannt) und ein Kohlenbarren für das benötigte Brennmaterial.
Zur Unterbringung der Arbeiter und ihrer Familien wurde ein „Blechhammerleutewohnhaus“ mit 12 Zimmern und 12 Kammern gebaut. Neben dem Wohnhaus errichtete man eine Viehstallung. Erbauer des Wohnhauses war der Maurermeister Johann Andre Ippisch aus Rötz. Die anderen Gebäude am Blechhammer baute der Maurermeister Johann Peter Albl aus Bruck. Sämtliche Zimmerarbeiten oblagen dem Zimmermeister Georg Heinl aus Bodenwöhr. Zur Weißblechfabrik gehörte auch ein 1760 erbautes Verzinnhaus, das etwa 80 m oberhalb des Hammerweiherdammes zwischen dem Weiher und der Straße nach Blechhammer stand. Dort wurde das hergestellte Blech verzinnt.
Für gewöhnlich waren am Blechfeuer, wo das Eisen zu Blechplatten geschmiedet wurde, sieben Arbeiter tätig. Das waren der Blechmeister, der Ausgleicher, der Herdschmied, der Urweller (ein Hammerschmied, welcher dem Meister zur Hand gehen musste), der Lehrknecht und zwei Kölbelaufheber. Als „Kölbel“ oder „Stürzel“ bezeichnete man geurwellte Stücke Eisen, die vom geschmiedeten Stangeneisen abgeschrotet wurden, um solche zu richten und Bleche daraus zu machen. Die meisten „Blechleute“ kamen aus Leupoldsdorf im Markgraftum Bayreuth. Bevor das Eisenblech verzinnt werden konnte, musste es geglättet (gerichtet), beschnitten und gebeizt werden. Es wurden immer 100 Platten zugleich bearbeitet und anschließend mit Zinn oder mit einer Zinn-Blei-Legierung überzogen. Das benötigte Zinn dafür kam aus Stadtamhof, feines englisches Zinn wurde in Blöcken aus Hamburg geliefert, das Garkupfer kam pfundweise aus Regensburg.
Das „Bodenwöhrer Blech“ erwies sich schnell großer Beliebtheit und wurde, in Fässer verpackt, u. a. nach  Straubing, Regensburg und Ulm, aber auch nach Hamburg, Wien, Salzburg, Triest und Venedig geliefert. Die Fässer für den Versand stammten vom Bodenwöhrer Küfer Christoph Frimberger. Zum Verzinnen nicht geeignete Reststücke wurden von ortsansässigen Röhrenmachern zu Ofenröhren verarbeitet und in der Hauptsache an Händler aus Schönheide (Sachsen) verkauft. Alle im Werk hergestellten Erzeugnisse erhielten als Kennzeichen ein Markeisen mit dem kurbayerischen Wappen.
1768 wurde wegen Holz- und Wassermangels der Befehl zur Einstellung der Arbeiten am Blechhammer erlassen. Der Betrieb kam dadurch zeitweise zum Erliegen. Die Bewerbungen zweier privater Interessenten, den Blechhammer zu pachten, wurden wegen deren protestantischen Glaubens am 23. Juni 1770 durch die Münchner Hofkammer abgewiesen. Aus diesem Grund betrieb das Bergamt Bodenwöhr das Blechhammerwerk wieder selbst. Bereits 1772 wurde es jedoch samt dem Verzinnwerk erneut stillgelegt, kam aber nach einiger Zeit als Frischfeuerschmiede wieder in Gang. Ein Großbrand in der Nacht vom 11. zum 12. September 1777 zerstörte das Blechhüttenwerk völlig. Das kurfürstliche Bergwerkskollegium forderte daraufhin vom Bergamt Bodenwöhr Baukostenvorschläge zur Wiederherstellung der zerstörten Gebäude. Aufgrund dieser Kostenvoranschläge befahl das Kollegium am 27. November 1777, die abgebrannte Blechhammerhütte baulich wiederherzustellen. 1778/79 lag der Blechhammer erneut still und diente nur noch als Lager der Materialvorräte an Blech, Zinn, Kupfer und Ofenröhren. 1780 wurden die Arbeiten noch einmal aufgenommen, doch 1794 – nach nur 34-jährigem Bestehen – musste man sich der ausländischen Konkurrenz geschlagen geben und den Betrieb endgültig einstellen.

### Der „Grenzstreit bei dem Blechhammer“
Bereits ein Jahr nach der Gründung des Blechhammers entbrannte ein heftiger Streit über die „pfarrlichen Grenzen“ zwischen den sich begegnenden Pfarreien Penting und Neuenschwand. Die erste Streitschrift kam am 30. August vom Pfarrer aus Neuenschwand. Aufgrund der Gegenklage aus Penting erließ das Hochwürdige Konsistorium am 1. März 1762 an den Brucker Pfarrer die Verfügung: die Einwohner des Blechhammers wegen der österlichen Beichte und Kommunion in dasiger Kirche zu empfangen, und bis zu Ausgang des Streithandels alle übrige sich daselbst ergebende pfarrliche Funktionen gleichfalls indessen zu besorgen. Bis 1779 ging dieser Streit weiter, bevor die Parteien sich einigten und die Siedlung Blechhammer dem Pfarrer zu Bruck überließ.
Die Grenze der Postlohe und mit ihr die des Forstreviers Taxöldern verlief seit jeher in der Nähe des Blechhammers. In Richtung Nordwesten war sie durch die ehemalige böhmische Hauptstraße von Nittenau über Bruck nach Neunburg bestimmt, was auch beim Ausscheiden des Forst- und Jagdreviers Taxöldern aus dem Bergamt Bodenwöhr im Jahr 1739 so blieb. Somit hätten die Bewohner Blechhammers – wie die übrige Bevölkerung Bodenwöhrs – nach Neuenschwand eingepfarrt werden müssen.

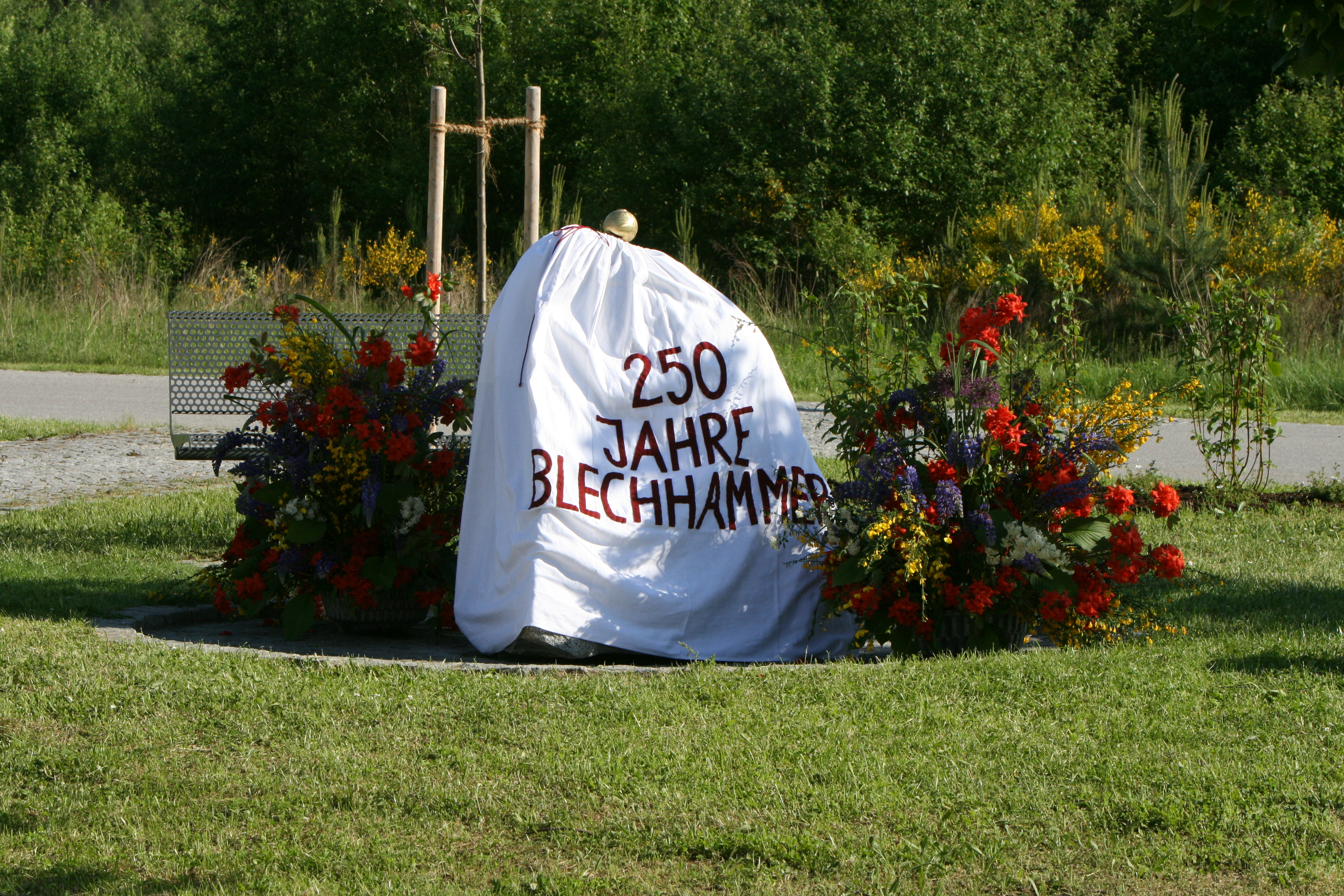
Gedenkstein 250 Jahre Blechhammer (2010)
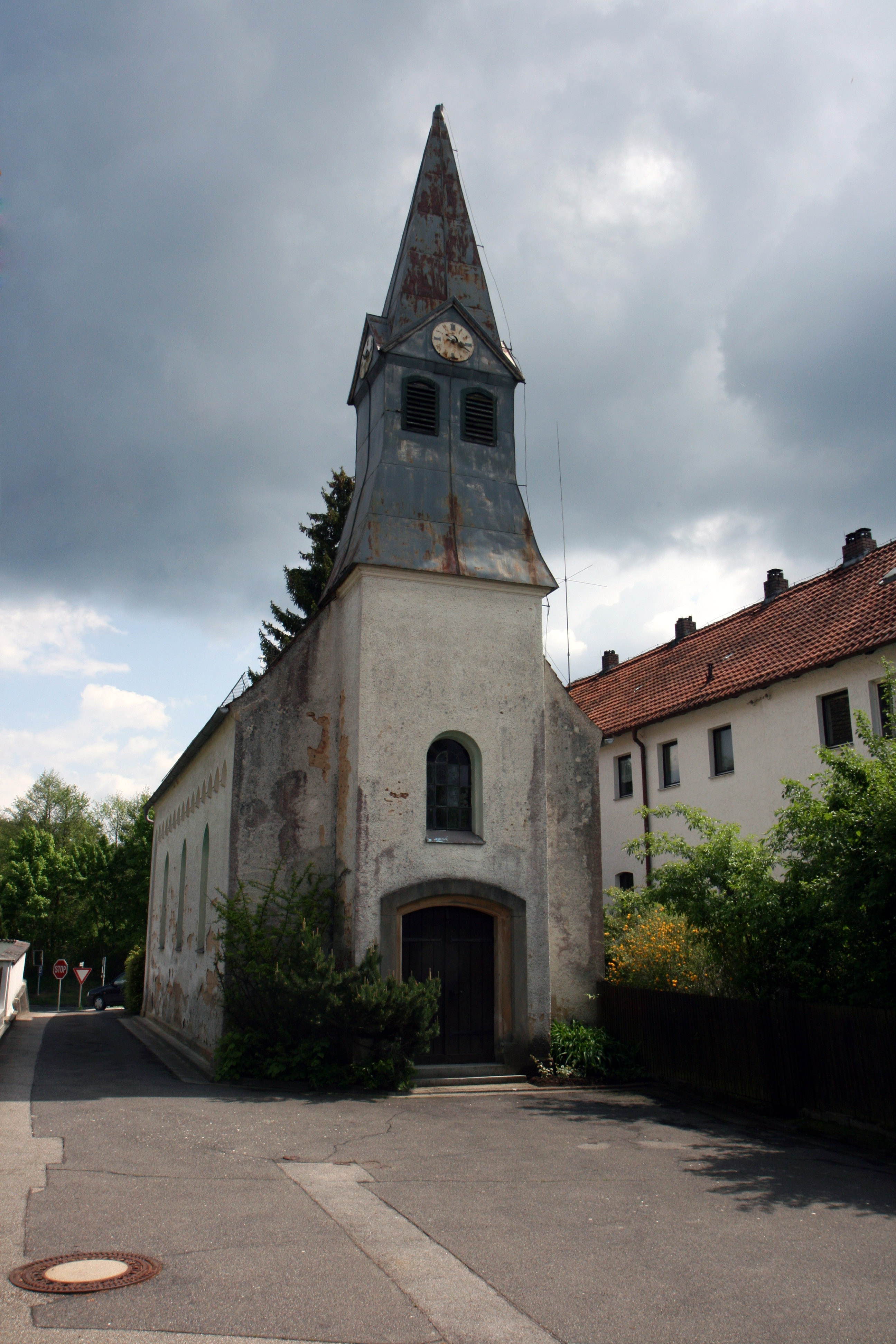
Taucherkapelle (2010)
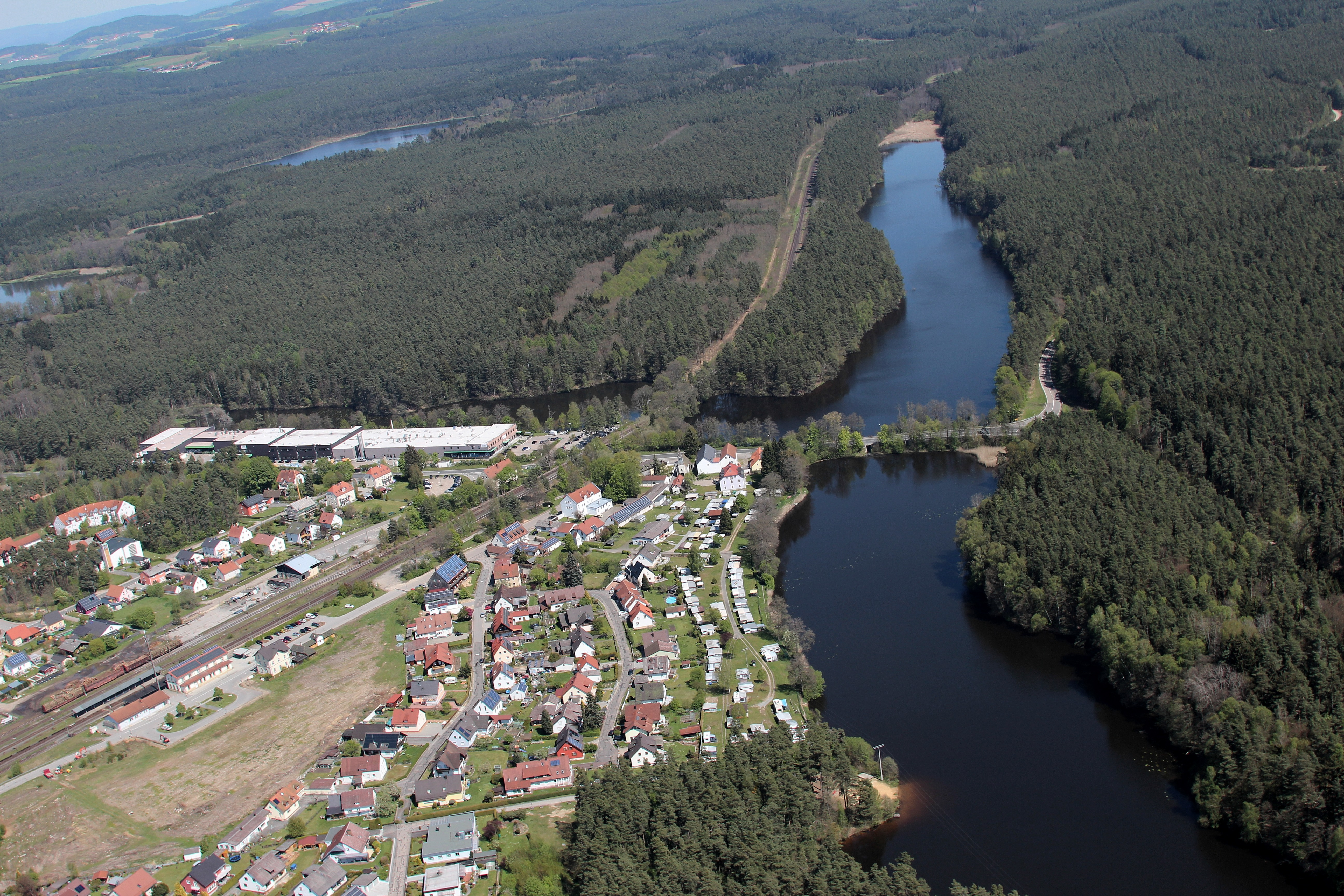
Blechhammer (2017)
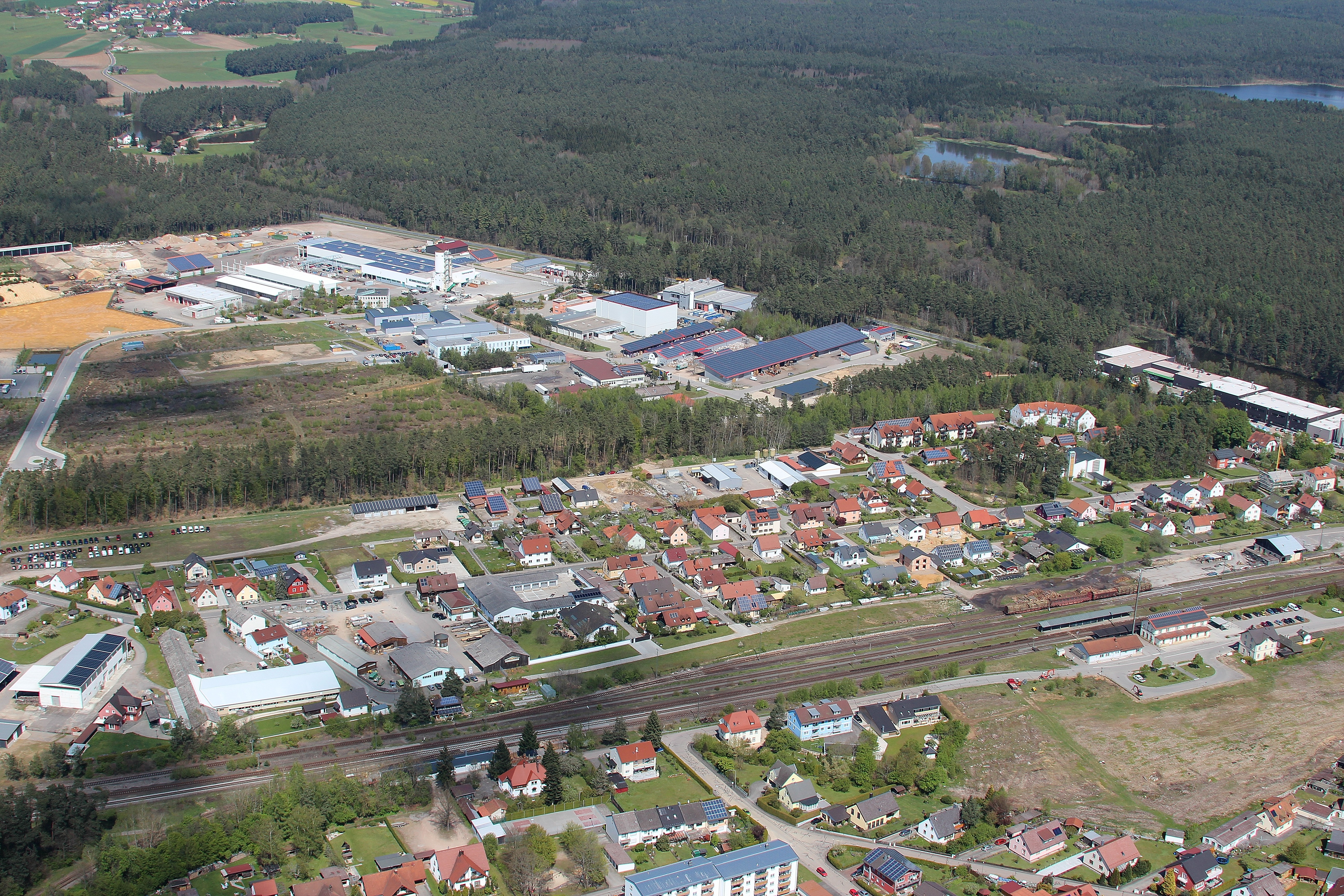
Blechhammer (2017)
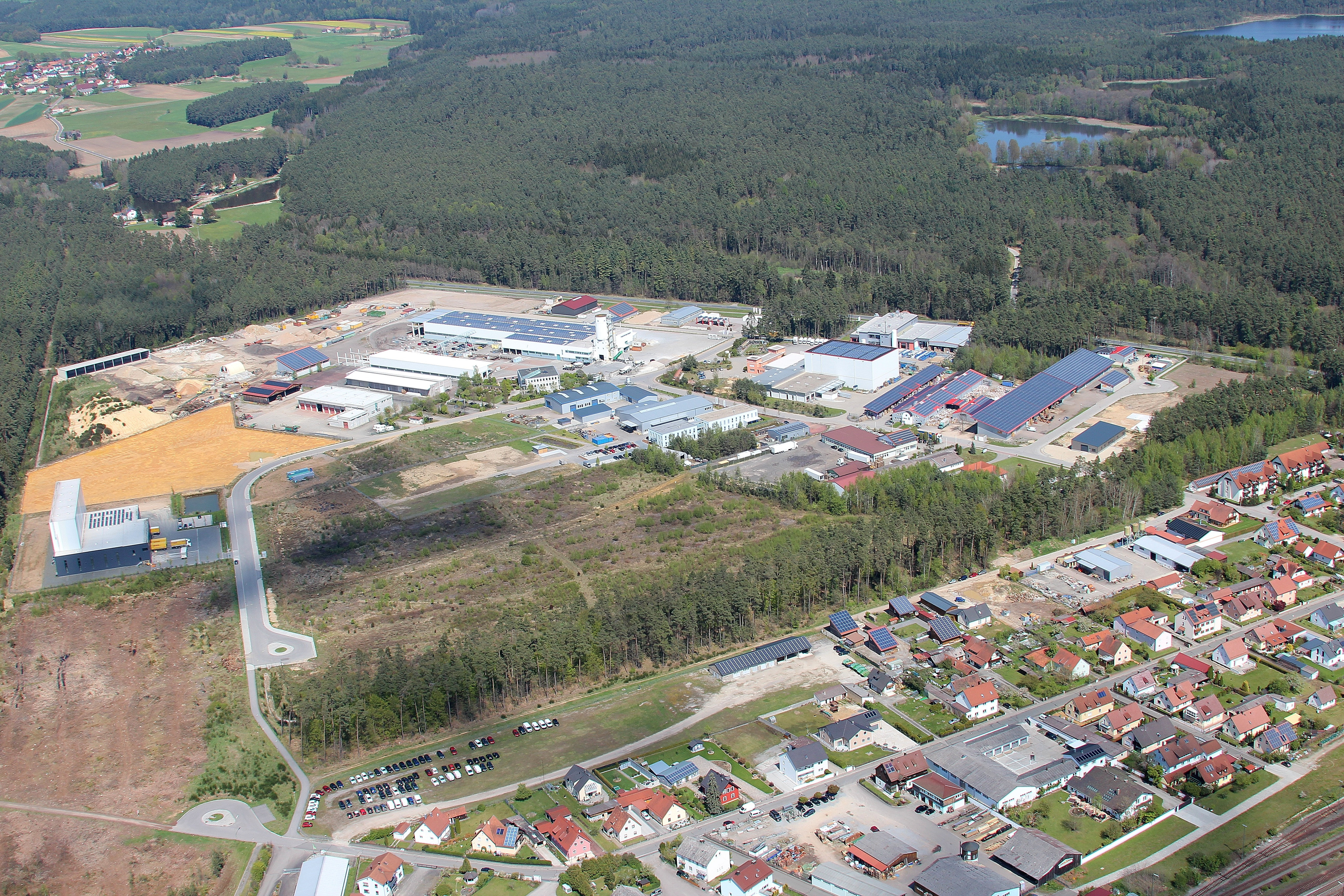
Blechhammer (2017)

### Entwicklung im 19. Jahrhundert
Bereits zu Zeiten des Hammerwerkes gab es in der Siedlung eine Bierschenke für die Hammerschmiede. Da zwischen dem Bergbaugebiet Buch-Erzhäuser sowie zwischen Neunburg vorm Wald und dem Hüttenwerk Bodenwöhr reger Durchgangsverkehr herrschte, wurde diese auch von Fuhrleuten gern besucht.  Die Schenke hatte verschiedene Pächter, die für jeden „verschlissenen“ Eimer Bier Steuern an die Werkskasse entrichten mussten. 1850 wurde durch die damalige Pächterin Margarethe Lang ein Sommerhäusl und eine Kegelbahn errichtet.
1806 bemühte sich der Müller Georg Oettl aus Wenigrötz um den Kauf des einstigen Blechhammers, den er zu einer Getreidemühle umbauen wollte. Seinem Gesuch vom 10. Dezember 1806 wurde jedoch nicht stattgegeben. Vielmehr baute das „Bergärar“ das Blechhammergebäude selbst zu einer Mühle um. Im Jahre 1813 wurde die Mahlmühle aus der bisherigen Hammermühle in Bodenwöhr nach Blechhammer verlegt. Diese Mahlmühle besaß ein unterschlächtiges, hölzernes Wasserrad. Von den bestehenden Viehstallungen wurde 1816 ein Raum als Viehstallung für die Mahlmühle bestimmt.

### Wirken der Familie Taucher
Die weitere Entwicklung des Ortsteils Blechhammer ist untrennbar mit dem Namen der Familie Taucher verbunden. Diese Familie war ein altes Oberpfälzer Förstergeschlecht, das über mehrere Generationen hinweg im Treswitzer und später im Brucker Forst bedienstet war. Wilhelm Taucher sen. wurde am 8. September 1828 in Bergham (jetzt Nittenau) geboren und arbeitete zunächst als königlicher Forstgehilfe. 1860 wurde sein Austritt aus dem Forstdienst genehmigt. Durch einen Tauschvertrag erwarb er die Bergschenke am Blechhammer mit den anschließenden Grundstücken und gestaltete sie zu einem Gasthof mit Wirtshausbetrieb um. Mit dem Ausbau der am Blechhammer vorbeiführenden Königlich-Bayerischen Ostbahn kamen auch viele Reisende in den Ort. Außerdem konnte die Bahnstrecke für den Holztransport genutzt werden.
Schrittweise erweiterte Taucher durch Tausch und Kauf seine Liegenschaften. 1875 verpachtete er den Gasthof an Josef Mayerhofer. Er selbst kaufte Waldungen und Nutzholz auf, um auf einem seiner Grundstücke eine Dampfsäge zu errichten. Dieses Sägewerk blieb bis 1909 im Besitz der Familie, war jedoch ab 1898 an Hans Arnold aus Bayreuth verpachtet.
Tauchers Sohn Max Josef, der bereits 1879 die Konzession zum Betrieb der Gastwirtschaft erhalten hatte, erwarb weiteren Besitz am Blechhammer und nahm am Gasthaus verschiedene Verbesserungen vor. Bis 1889 betrieb er auch den Brennholzhandel am Blechhammer. Zwischen 1901 und 1906 besaß er einen großen Steinbruch mit Quetschwerk in Erzhäuser. 1907 war er Inhaber der örtlichen Zementwarenfabrik. Auch ein Steinbruch mit Schotterwerk in der Nähe von Viechtach gehörte zu seinem Besitz. Nach zwischenzeitlicher Tätigkeit als Aufsichtsrat der bayerischen Hartsteinindustrie und Pächter des Restaurationsbetriebes im Bahnhof Eichstätt, eröffnete er 14 Jahre später in Blechhammer ein Provisionsgeschäft für Kaffee, Tee, Kakao und Tabakwaren. Später bot er auch Getreide, Kartoffeln, Fische, Heu, Stroh, Waldbeeren und Geflügel an. Sein Sohn Wilhelm Taucher jun. besaß 1924 kurzzeitig ein Spezerei- und Kurzwarengeschäft mit angeschlossener Limonadenfabrikation. Mit seinem Tod 1957 endete dieses Kapitel der Oberpfälzer Wirtschaftsgeschichte.

### Der Zweite Weltkrieg und seine Folgen
Während des Zweiten Weltkrieges befand sich in Blechhammer ein sogenanntes Waldlager für die Rüstungsindustrie. 1943 verlagerten die Messerschmitt-Werke ihre Flugzeugproduktion mitten in ein Waldgebiet nahe dem Ort. Dort mussten Zwangsarbeiter, meist sowjetische Kriegsgefangene, Flugzeuge des Typs Messerschmitt Bf 109 montieren. Die fertiggestellten Flugzeuge wurden nachts über einen Waldweg bis zur Verladestation in Blechhammer gebracht und abtransportiert. Das Lager war in den letzten Kriegswochen mehrfach Ziel alliierter Bombenangriffe.
Ab 1946 wurden im Waldlager Flüchtlinge, meist aus dem Sudetenland, untergebracht. Die Angaben über die Anzahl der Bewohner schwankt zwischen 400 und 700. Die Baracken, in denen die Menschen lebten, waren fünf mal zehn Meter groß und wurden von bis zu sieben Menschen genutzt. Außerdem gab es eine Schule, eine Gastwirtschaft und eine kleine Kirche. 1954 verließ die letzte Familie das Waldlager. Heute erinnern nur wenige Spuren, u. a. ein jetzt von der Forstbehörde genutztes ehemaliges Trafohäuschen, an das Lager. Auf dem Fundament der ehemaligen Kirche steht eine als Lagerraum genutzte Hütte. Erkennbar sind auch noch einige Gräben im Wald, die einst Fließbänder für die Montageteile aus der Flugzeugproduktion aufnahmen.

## Die Taucherkapelle

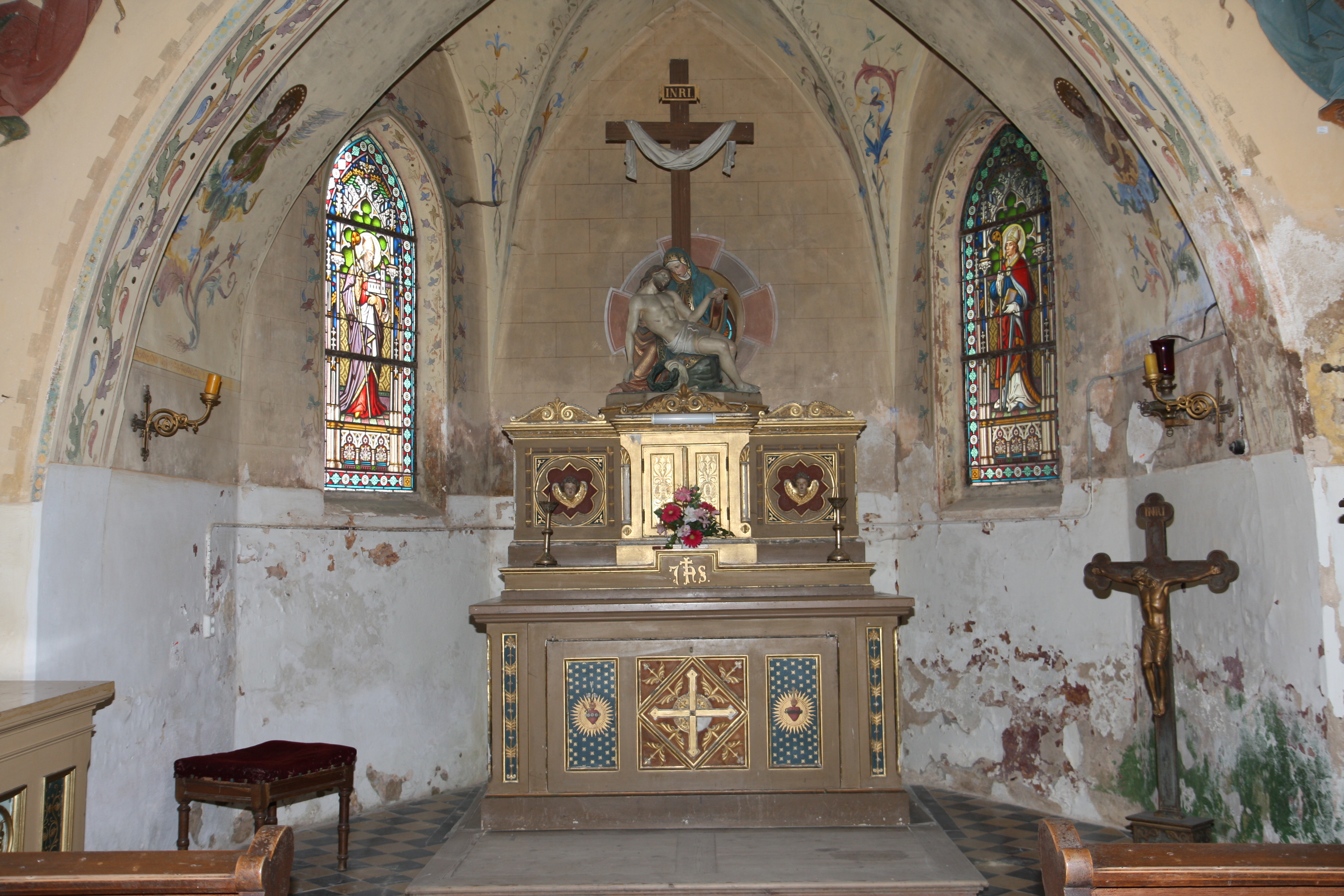
Die Taucherkapelle 2010 innen

Die Taucherkapelle Bodenwöhr ist eine neugotische Privatkapelle, die sich der Industrielle Max Josef Taucher auf seinem Privatgrundstück erbauen ließ.